# Пересветов, Роман Тимофеевич
Рома́н Тимофе́евич Пересве́тов (1905 — 1965) — русский советский писатель, журналист, литературовед, историк, архивист, популяризатор истории и палеографии, мастер научно-популярного жанра. Произведения Р. Пересветова в основном посвящены истории древних рукописей и их собраний в России. Для его книг характерно сочетание увлекательной формы повествования с научным подходом к рассматриваемой теме и точностью в изложении фактов.

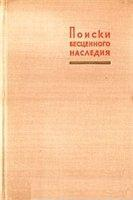
Поиски бесценного наследия. Госполитиздат, 1963

## Биография
Сведения о биографии Р. Т. Пересветова в литературе и Интернете крайне скудны. Не известно точно даже его социальное происхождение (по одной версии, из дворян, по другой, из духовного сословия). Основными источниками информации о нем могут служить краткая статья К. Васильева «Горят ли рукописи?», которая предваряет текст одной из книг Р. Пересветова, а также факты из личной биографии, вкрапленные писателем в текст своих произведений.
Роман Тимофеевич Пересветов родился в 1905 году. Семья происходила из Смоленской губернии. Учился в Московском институте востоковедения, где изучал персидский и арабский языки. В годы Великой Отечественной войны работал в советской армейской газете, которая издавалась на немецком языке для пропаганды среди солдат противника. По ложному обвинению, поводом для которого послужила любовная связь с работавшей в газете журналисткой-немкой, провел 7 лет в исправительно-трудовых лагерях. Был реабилитирован. В 1950-х годах работал в архиве, печатался в советских журналах.
В 1961 году выходит в свет книга Р. Пересветова «По следам находок и утрат». В книге в увлекательной научно-популярной форме рассказывается о наиболее интересных фактах из истории древних рукописей и их собраний на территории России, ярких документальных свидетельствах исторических событий. Так, автор рассказывает об истории поисков «Библиотеки Ивана Грозного», судьбе «чёрной книги» Приказа тайных дел царя Алексея Михайловича, интригах придворных, военачальников, дипломатов и шпионов XVI—XVII веков, заговорах и бунтах, отраженных в рукописных свидетельствах современников. Особое внимание Р. Пересветов уделяет разгадыванию тайн, связанных с древними рукописями, поиску утраченных книг и библиотек, что придает повествованию некоторые черты детективного жанра.
В том же году автор издает свою вторую книгу — «Тайны выцветших строк», которая представляет собой переработанный и дополненный вариант его первого произведения. Обе книги позднее неоднократно переиздавались.
В 1963 году вышла в свет последняя книга Р. Пересветова «Поиски бесценного наследия (о судьбе некоторых рукописей В. И. Ленина)», в которой автор рассказывает о поисках утраченных трудов В. Ленина, неожиданных находках его рукописей, восстановлении текста первого проекта партийной программы, написанного В. Лениным в тюрьме при помощи молока.
8 февраля 1965 года Р. Пересветов умер. По словам друга Р. Пересветова, писателя Льва Копелева, причиной его смерти стали болезни, полученные в лагерях ГУЛАГа . Похоронен на Введенском кладбище (12 уч.).
В 2006 году книга Р. Пересветова «Тайны выцветших строк» вышла в серии книг «Русская словесность» издательств «Азбука-классика» и «Авалон».

## Произведения
- «По следам находок и утрат» (1961)
- «Тайны выцветших строк» (1961)
- «Поиски бесценного наследия (о судьбе некоторых рукописей В. И. Ленина)» (1963)
- Статья «Судьба старейшего архива» (1963)

### Издания
- Пересветов Р. Т. По следам находок и утрат / Иллюстрации О. И. Гроссе. — М.: Советская Россия, 1961. — 264 с. (в пер.)
- Пересветов Р. Т. Тайны выцветших строк. — М.: Детгиз, 1961. — 288 с. — 115 000 экз. (в пер.)
- Пересветов Р. Т. По следам находок и утрат / Иллюстрации О. И. Гроссе; Оформление Г. В. Дмитриева. — Изд. 2-е, испр. и доп. — М.: Советская Россия, 1963. — 288 с. — 40 000 экз. (в пер.)
- Пересветов Р. Т. Тайны выцветших строк. — Изд. 2-е. — М.: Детская литература, 1963. — 288 с. — 100 000 экз. (в пер.)
- Пересветов Р. Т. Поиски бесценного наследия (о судьбе некоторых рукописей В. И. Ленина). — М.: Госполитиздат, 1963. — 320 с. — 40 000 экз. (в пер.)
- Пересветов Р. Т. Тайны выцветших строк. — Изд. 3-е. — М.: Детская литература, 1970. — 288 с. — 100 000 экз. (в пер.)

- Пересветов Р. Судьба старейшего архива // Наука и жизнь. — 1963. — № 5. — С. 42-45: ил.